# Ken Warby
Ken Warby (Newcastle, Australia, 9 de mayo de 1939-20 de febrero de 2023) fue un piloto de lanchas rápidas australiano, que actualmente posee el récord mundial de velocidad náutico con una marca de 317,58 mph (511,096 kilómetros por hora) (275.97 knots), establecido en Blowering Dam el 8 de octubre de 1978.
De niño, el héroe de Warby fue Donald Campbell, fallecido cuando intentaba batir el récord en 1967.

## Spirit of Australia
El casco del Spirit of Australia fue diseñado por Warby, siendo él mismo quien lo construyó en el patio trasero de su casa. 
Comenzó el proyecto cuando era un vendedor de la marca de herramientas Makita, asociándose con dos aviadores de la Real Fuerza Aérea Australiana de la Base de Richmond a principios de la década de 1970. Warby compró un motor de reacción Westinghouse procedente de excedentes militares en una subasta por tan solo $69 australianos. No funcionaba bien, pero sus dos socios, Crandall y Cox, lo reparararon. El Spirit estaba fabricado al aire libre utilizando madera y plástico reforzado con vidrio. Cuando llovía, Warby tenía que protegerlo con una lona.
El 20 de noviembre de 1977, estableció un nuevo récord mundial de velocidad náutico con un registro de 288,6 mph (464,5 km/h), batiendo el récord de Lee Taylor por poco más de 3 mph (4,8 kilómetros por hora).
Con una carrera posterior a 317,6 mph (511,1 kilómetros por hora) realizada el 8 de octubre de 1978, estableció el récord que aún se mantiene.
Al hacerlo, se convirtió en la primera y única persona que por el momento ha superado las 300 mph (483 kilómetros por hora) en el agua y vive para contar la historia; Donald Campbell murió en su intento después de que su hidroplano, el Bluebird K7, se estrellara en 1967 a más de 320 mph (515 kilómetros por hora) en su intento de récord.

## Barcos posteriores

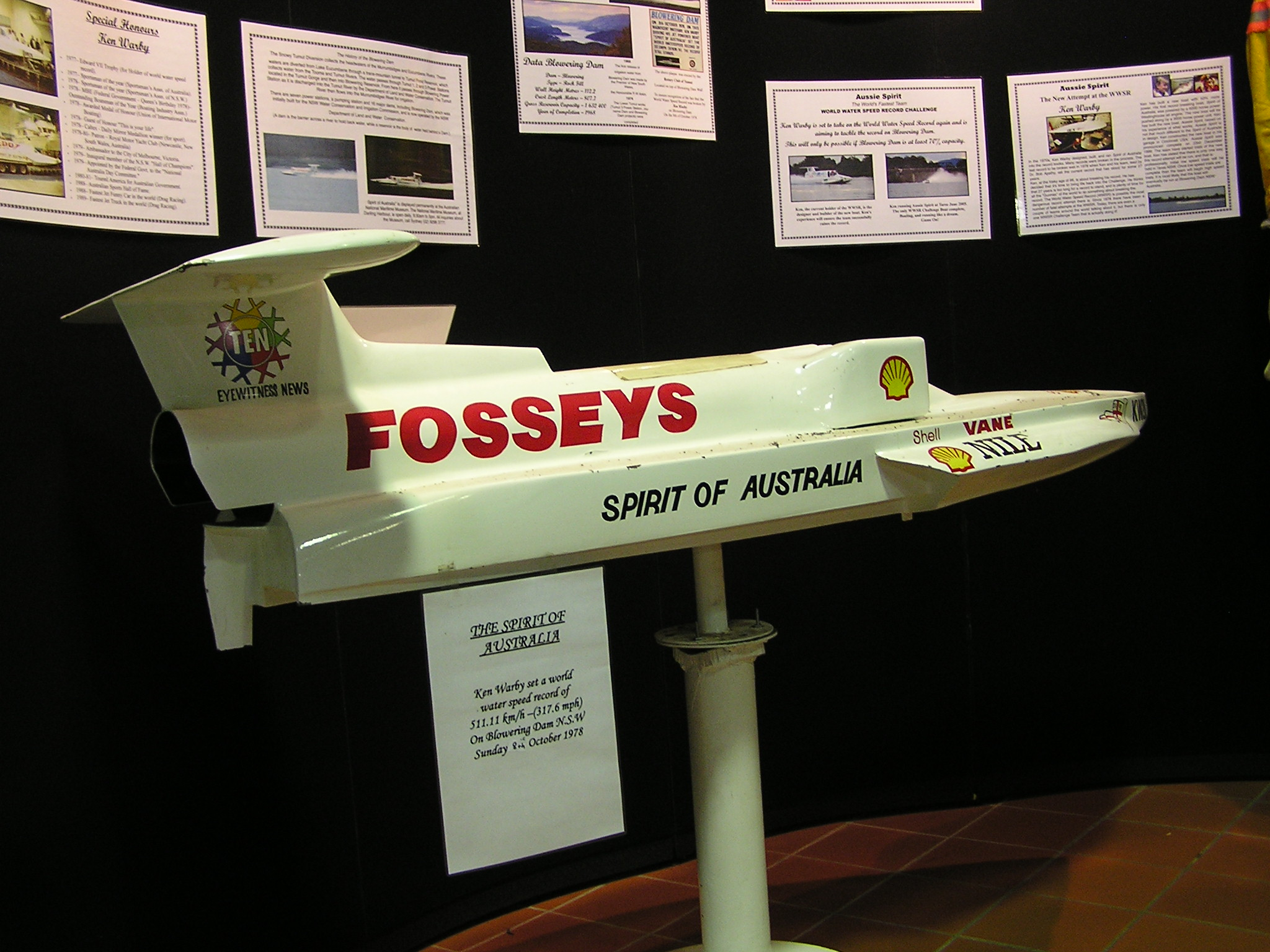
Modelo del Spirit of Australia, en el que Ken Warby estableció en 1978 el récord mundial de velocidad náutico en Blowering Dam

Para el 2003, Warby había diseñado y construido otro barco, el Aussie Spirit, con el que planeaba aumentar su propio récord. De dimensiones similares al Spirit of Australia también era impulsado por un motor a reacción Westinghouse J34. Solo el timón de esta nueva lancha ha costado más que los $10.000 del costo total del Spirit original. Una vez más, Warby diseñó, construyó, autofinanció y pilotó su propio barco. Los cambios en el reglamento de la prueba motivaron que nunca se realizara un intento de récord con esta embarcación.

## Jubilación
En años posteriores, Warby se asoció con el equipo AMF de carreras de lanchas rápidas de los Estados Unidos. El Spirit corrió oficialmente por última vez con el equipo AMF en Chattanooga (Tennessee) el 16 de octubre de 2007. En el 30 aniversario del registro de 1977, Warby anunció su retirada de otros intentos de registro:

Esta fecha es la más importante para mí, ya que fue la realización de un sueño de toda la vida el mantener el récord para Australia. El registro de 317.60 mph, aunque importante, fue solo la guinda de un pastel maravilloso. Tengo la intención de celebrarlo un poco en la noche del 20 de noviembre y brindar por los miembros de mi equipo fallecidos, el profesor Fink y el comandante Bob Apathy, a los que lamentablemente echaremos de menos.

## Spirit of Australia IIcon su hijo
En 2017, se encontraba trabajando con su hijo David en un nuevo barco para batir el récord mundial de velocidad náutico.